# 윈도우 오디세이
윈도우 오디세이(Windows Odyssey)는 1999년에 마이크로소프트에서 계획하던 윈도우 2000 기반의 운영 체제 코드네임이다. 나중에는 윈도우 XP 개발을 위해 윈도우 넵튠과 결합되었다.

## 개발
윈도우 오디세이의 취지는 비즈니스 지향 윈도우 2000을 대체하려는 것이었다. 1999년 개발이 시작되었으며 윈도우 2000에 기반을 두었다. 윈도우 오디세이의 버전은 현재 알려져 있지 않으며 확인되지 않은 출처에 따르면 윈도우 NT 6.0으로 주장되었다. 윈도우 오디세이에 보이는 기능들은 새로운 액티비티 센터(Activity Center), 새 사용자 인터페이스이다. 그러나 높은 하드웨어 요구로 인해, 또 윈도우 오디세이와 소비자 기반 윈도우 넵튠이 동일 코드에 기반을 두었기 때문에 마이크로소프트는 효율성을 위해 이들을 합쳐 나중에 윈도우 XP가 될 코드명 "휘슬러"를 만들기에 이른다. 윈도우 오디세이 버전은 공식 출시된 적이 없다.